# قحط

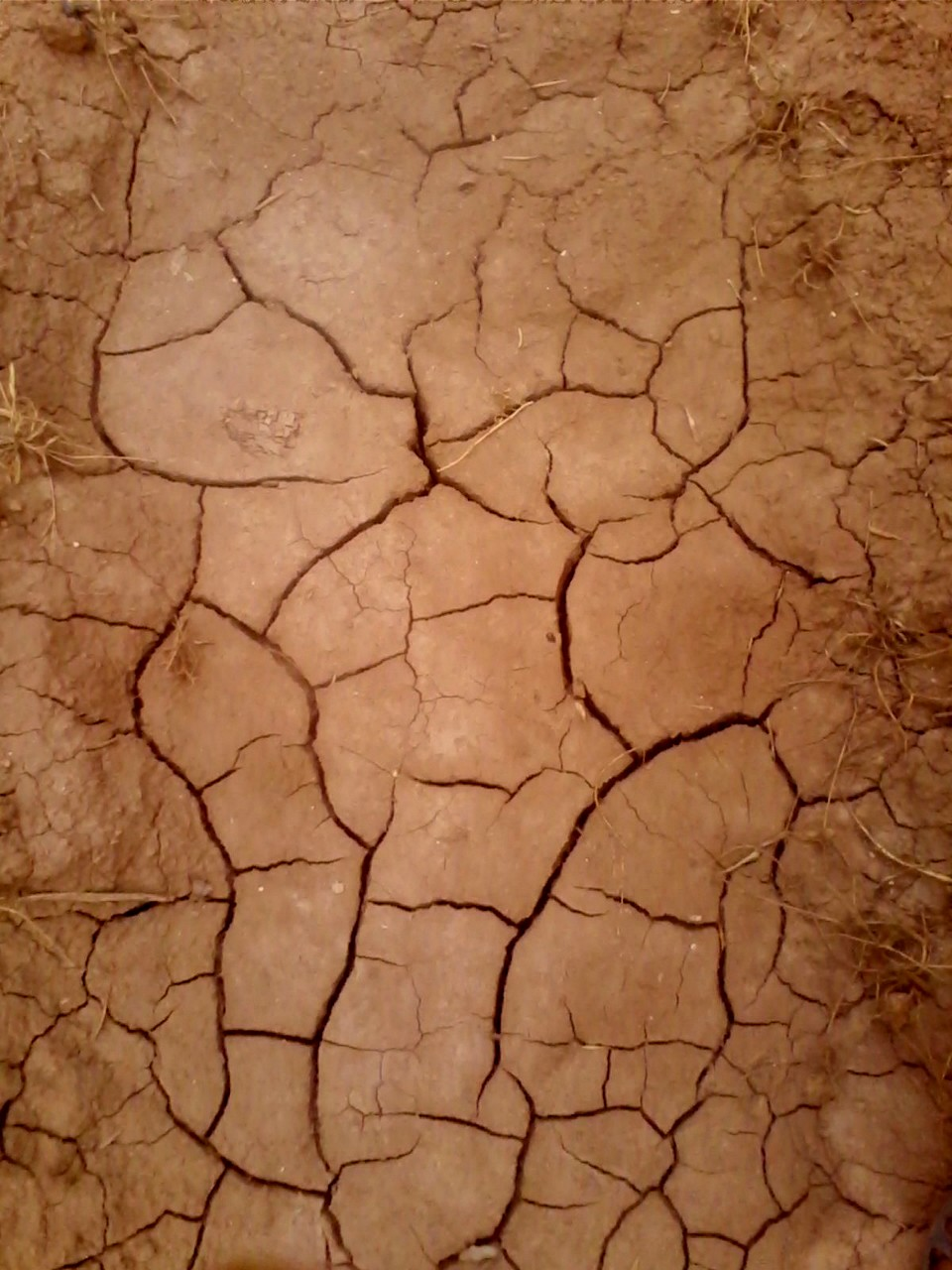
أرض أصابها الجفاف

القحط أو الجفاف أو الجدب معاناة منطقة معينة من نقص ما في الموارد المائية. ويرجع ذلك لانخفاض هطول المطر عن المعدل الطبيعي له - وقد يكون بسبب تدني مستويات مياه الأنهار لعدم هطول الأمطار عند منابعه.

## المصطلح
القَحْط هو الجَدْب، و قَحَطَ وقَحِطَ المطرُ:احتبَسَ، و بابه خضَعَ وطرِبَ (أي على وزن فَعَلَ وفَعِلَ).و أقحَطَ القومُ أصابهم القحطُ.و قُحِطوا على ما لَمْ يُسَمَّ فاعلهُ قَحْطاً.و لا يقالُ جَفَّتْ الأرضُ عند أهل اللغة إلا أن جانب كبير من المختصين يستعملون مصطلح «جفاف».

## التأثيرات
ومن الممكن أن يكون للقحط تأثير كبير على كل من المنظومة البيئية والزراعة في المنطقة المتضررة.وعلى الرغم من أن فترات القحط قد تستمر لسنوات عديدة، فإن فترة قصيرة من القحط الشديد كفيلة بإلحاق أضرار هائلة وإنزال خسائر بـالاقتصاد المحلي. ولهذه الظاهرة العالمية تأثير واسع النطاق في مجال الزراعة. فوفقًا لإحصائيات الأمم المتحدة، تعادل مساحة الأراضي الخصبة التي يتم إهدارها كل عام بسبب القحط وإزالة الغابات وعدم استقرار المناخ مساحة دولة أوكرانيا. هذا، ومن المعروف أيضًا أنه لطالما كانت فترات القحط الطويلة الدافع الرئيسي للهجرة الجماعية ؛ فهي تلعب دورًا رئيسيًا في حدوث عدد من الهجرات المستمرة والكوارث الإنسانية الأخرى في منطقتي القرن الأفريقي والساحل الأفريقي.

## المسببات
اما أسباب القحط ففي مقدمتها ندرة الأمطار التي أدت إلى عدم وجود زراعة مطرية، وكذلك ضآلة
الأمطار الفجائية التي تنهمر بكميات كبيرة خلال فترات زمنية محدودة مما يؤدي إلى سرعة جريان الأودية وكثرة
الأخرى ارتفاع درجات الحرارة السائدة مع زيادة نسبة التبخر حيث ترتفع نسبة التبخر بمعدل سنوي يتراوح
ما بين 3000 ـ 4000 ملم في العام، كما أن طبيعة التربة ومكوناتها ومسميتها الكبيرة لا تساعد على
الاحتفاظ بالمياه لذا تكون عملية التبخر سريعة مما يزيد من كمية المياه المتبخرة.
أما آثاره الذي تعرض له النشاط الزراعي قد ظهرت بشكل واضح على المزارع والمحاصيل فالكثير من المزارع جفت آبارها وارتفعت نسبة الأملاح الذائبة في مياهها فحولتها إلى القحولة وكذلك أدى إلى تفاقم مشكلة الري غير المنتظم واستخدام المزارعين غير المتخصصين الطرق القديمة في ري المناطق الزراعية مما نتج عنه عجز مائي أدى إلى تصحر أجزاء من المناطق المزروعة. وكان لتزايد معدلات القحط أثرها الكبير على الأشجار المثمرة التي تتعرض للجفاف، كما يؤثر على المحاصيل الحقلية حسب موعده وشدته وفترة دوامه ويؤدي إلى قصر النبات وصغر حجمه.كما ساعد جفاف التربة على تفكك ذراتها مما جعلها عرضة للمؤثرات الخارجية مثل الرياح والمجاري المائية والمسيلات شديدة الانحدار خاصة التي تنحدر من المناطق الجبلية.السيول مما يجعل الاستفادة منها في مجال الزراعة محدودا، وكذلك الحال بالنسبة للمياه
اما القحط بالمغرب فانه كارثة طبيعية تميزت خلالها الحالة المطرية بالقلة أو العجز الشامل فتكون التساقطات ضعيفة أو منعدمة خاصة في المناطق الشرقية والجنوبية التي تتسم بزحف التصحر والقحط الحاد.
القحط هو حالة انعدام المطر خلال مدة من الزمن أو انحباس الماء عن الأرض زمنا طويلا
مما يؤدي إلى عجز في الموارد المائية للبلاد، والذي يمس مجالا جغرافيا واسعا طيلة مدة من الزمن
وذلك بالقياس إلى متوسط الكميات التي كان يتلقاها.
2- تجليات القحط بالمغرب:
تعرف الحالة المطرية بالمغرب بين فينة وأخرى تعاقب فترات من القحط حيث تتميز الحالة
المطرية بالقلة أو العجز الشامل، فتكون التساقطات ضعيفة أو منعدمة خاصة في المناطق الشرقية
والجنوبية التي تتسم بزحف التصحر والقحط الحاد والتي تتراوح فيها نسبة العجز المائي في الأحواض
أحيانا بين 82 و 97%.
حالة الخصاص في المياه تظهر وتتزايد حتى في المناطق التي تعرف تساقطات مهمة حيث تسببت
حالات القحط المتعاقبة في نضوب العديد من الآبار والعيون، وقد أثرت هذه الوضعية حتى على موارد
المياه السطحية خاصة الأودية التي تراجعت مواردها بشكل ملحوظ.
ІІ – تبذل الدولة عدة مجهودات للحد من آثار القحط:
للتخفيف من انعكاسات القحط وتداعياته على الاقتصاد الوطني، خاصة بالعالم القروي، عملت
الدولة على إحداث مرصد وطني للقحط للمساعدة على اتخاذ القرار بهدف معالجة تأثيرات القحط، كما
أن برنامج الحد من آثار القحط طبق مجموعة من الإجرات من أهمها:
- تلبية الحاجيات الآنية للساكنة القروية من الماء الصالح للشرب، وتزويد الأسواق بالحبوب.
- إغاثة الماشية بتوريدها وتوفير الشعير ودعم المواد العلفية مع تعميم التغطية الصحية للقطيع.
- دعم الدخل في العالم القروي، بتوفير فرص الشغل وإعادة جدولة ديون الفلاحين.
- حماية الثروات الطبيعية والمحافظة على الثروات الغابوية.

يتعرض الوطن العربي إلى الكثير من مظاهر التصحر والقحط، ويعاني الكثير من الأضرار الناجمة عن هذه الظاهرة.
وقد أقر في هذا الصدد المؤتمر الوزاري الأول حول الاعتبارات البيئية في التنمية الذي عقد في تونس في تشرين الأول أكتوبر لعام1986(بأن الوطن العربي هو من أكثر مناطق العالم تأثراً بمشكلات البيئة بحكم تناميعه الديموغرافي وما خلفه تأخر الآخذ بالاعتبارات البيئية في التنمية من آثار سلبية ومخاطر تجلت في انتشار المشكلات البيئبة منها التصحر والقحط بشكل واسع)
واستناداً إلى لك كان لا بد من رؤية عربية موحدة من أجل مكافحة التصحر وتخفيف آثار القحط في الوطن العربي.
ويرى المركز العربي لدراسات المناطق الجافة وال أراضي القاحلة أن الأهداف الاستراتيجية لمكافحة التصحر في الدول العربية يمكن أن تتمثل فيما يلي:
1. إيقاف التصحر أو الزحف الصحراوي بالأساليب المناسبة.
2. العمل على إعادة الموازنة البيئية.
3. الاستخدام الرشيد والفعال للموارد الكامنة مما يحقق الأمن الغذائي والأمن المائي والأمن البيئي للأمة العربية.
4. تحسين إنتاجية الموارد وحمايتها من التدهور.
5. رفع مستوى معيشة الإنسان العربي.

## جفاف فيزيولوجي
يشير الجفاف الفيزيولوجي إلى تعرض البيئة للجفاف على الرغم من توفر الأمطار، وذلك بسبب جرف التربة والرعي الجائر، وتحميل المرعى بأعداد كبيرة من الحيوانات أو أنواع لا تتنفق مع طبيعة وطاقة المرعى.